# Крус Асуль
«Спортивний клуб Крус Асуль» (ісп. Club Deportivo Cruz Azul) або «Крус Асуль» — мексиканський футбольний клуб із столиці країни — Мехіко. Одна з найтитулованіших та найпопулярніших команд країни.

## Історія
«Крус Асуль» був заснований 22 травня 1927 будівельною фірмою Cemento Cruz Azul, яка розташована в місті Хассо (штат Ідальго). Ця фірма і зараз є одним із спонсорів клубу, незважаючи на вигідніші контракти з Coca-Cola та Telcel. В 1960 команда стає професіональною і дебютує у другому дивізіоні. В сезоні 1963/64 виграє лігу де Ассенсо і підвищується у класі. 1966 року клуб очолює Рауль Карденас. Під його керівництвом «Крус Асуль» тричі виграє кубок чемпіонів і п'ять разів чемпіонат.
Клуб переїхав до Мехіко, привалий час грав на стадіоні «Ацтека». З 1990 року приймає суперників на стадіоні «Асуль».
В середині 90-х «Крус Асуль» виграє восьмий чемпіонат та два кубки чемпіонів. Лідерами того складу були Карлос Ермосільйо та Франсіско Паленсія. У 2001 році на шляху до фіналу кубка Лібертадорес були переможені бразильський «Сан-Каетано», аргентинські «Росаріо Сентраль» та «Рівер Плейт». У вирішальних матчах лише в серії післяматчевих пенальті сильнішими виявилися футболісти «Боки Хуніорс».
Перед початком сезону 2012/13 займає 4-е місце за кількістю перемог у чемпіонаті (8 титулів). Займає четверту сходинку у зведеній таблиці чемпіонатів Мексики за набраними очками (попереду «Америка», «Гвадалахара» і «Толука»). Дев'ята — за кількістю проведених сезонів у вищому дивізіоні (66 турнірів).
«Америка» та «Крус Асуль» мають найбільше перемог у лізі чемпіонів КОНКАКАФ — по 5.
У рейтингу найкращих клубів Центральної та Північної Америки 20-го століття займає 8 місце.
У рейтингу найкращих клубів світу за версією IFFHS на 31 грудня 2012 посідає 84 місце.

## Титули та досягнення

### На міжнародній арені
- Володар кубка чемпіонів КОНКАКАФ (7): 1969, 1970, 1971, 1996, 1997, 2014, 2025
- Фіналіст ліги чемпіонів КОНКАКАФ (2): 2009, 2010
- Фіналіст кубка Лібертадорес (1): 2001
- Кубок Ліг (1): 2019

### В Мексиці
- Чемпіон (8): 1969, 1970(М), 1972, 1973, 1974, 1979, 1980, 1997(З)
- Віце-чемпіон (10): 1970, 1981, 1987, 1989, 1995, 1999(З), 2008(К), 2008(А), 2009(А), 2013(К)
- Володар кубка (2): 1969, 1997
- Фіналіст кубка (2): 1974, 1988
- Володар суперкубка (2): 1969, 1974

## Тренери-переможці
| Тренер                 | Кількість | Виграні трофеї |
| ---------------------- | --------- | --- |
| Рауль Карденас         | 11        | Кубок чемпіонів КОНКАКАФ 1969, 1970, 1971 Чемпіонат Мексики 1969, 1970М, 1972, 1973, 1974 Кубок Мексики 1969 Суперкубок Мексики 1969, 1974 |
| Луїс Фернандо Тенья    | 3         | Кубок чемпіонів КОНКАКАФ 1996, 1997 Чемпіонат Мексики 1997(З)                                                                              |
| Ігнасіо Треллес        | 2         | Чемпіонат Мексики 1979, 1980 |
| Віктор Мануель Вучетич | 1         | Кубок Мексики 1997 |

## Найкращі бомбардири «Крус Асуля» в чемпіонаті

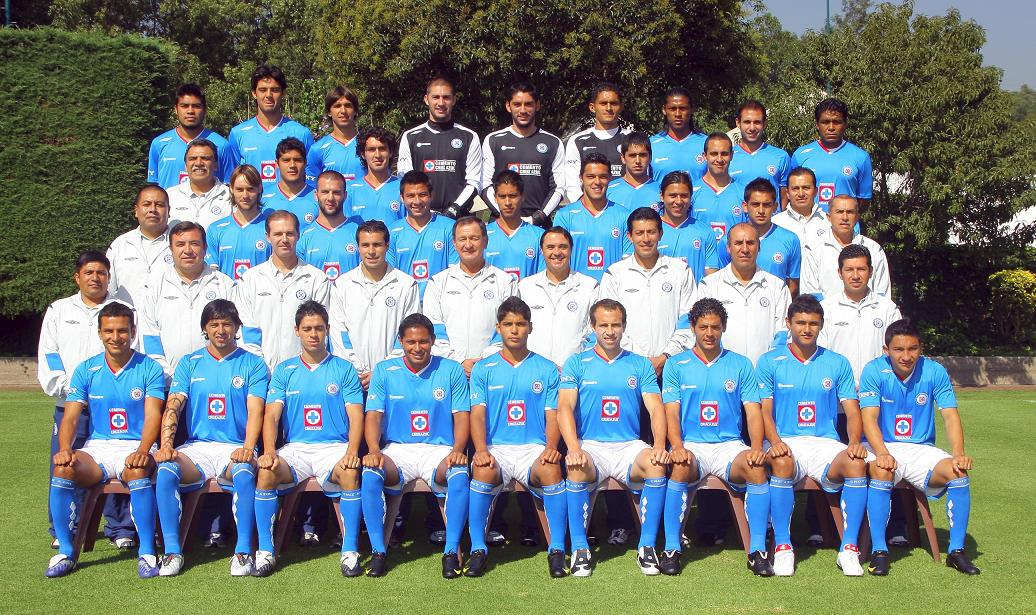
«Крус Асуль» (липень 2011)

| Футболіст          | Голи | Сезони               |
| ------------------ | ---- | -------------------- |
| Карлос Ермосільйо  | 169  | 1991-1998            |
| Орасіо Сальгадо    | 133  | 1971-1979            |
| Франсіско Паленсія | 89   | 1994-2001            |
| Фернандо Бустос    | 87   | 1963-1976, 1977—1979 |

## Найкращі бомбардири чемпіонату Мексики
| Футболіст         | Кіл. | Сезони                        |
| ----------------- | ---- | ----------------------------- |
| Карлос Ермосільйо | 3    | 1994 (27), 1995(35), 1996(26) |
| Орасіо Сальгадо   | 1    | 1975 (25)                     |
| Себастьян Абреу   | 1    | 2002Л (19)                    |
| Емануель Вілья    | 1    | 2009А (17)                    |

## Найвідоміші гравці
- Фернандо Бустос (1963—1976, 1977—1979) — нападник, виграв 12 трофеїв з клубом.
- Ектор Пулідо (1963—1977) — півзахисник, за збірну 43 матчі (6 голів).
- Хав'єр Гусман (1965—1978) — захисник, учасник чемпіонату світу 1970.
- Хав'єр Санчес Галіндо (1966—1974) — захисник, виграв 11 трофеїв з клубом.
- Густаво Пенья (1967—1970) — захисник, за збірну 82 матчі (3 голи).
- Мігель Марін (1971—1981) — воротар, провів за клуб понад 300 матчів.
- Орасіо Сальгадо (1971—1979) — півзахисник, за збірну 50 матчів (13 голів).
- Альберто Кінтано (1971—1977) — захисник, за збірну Чилі 49 матчів.
- Ігнасіо Флорес (1972—1990) — захисник, учасник чемпіонату світу 1978.
- Гільєрмо Мендізабаль (1972—1983) — півзахисник, за збірну 24 матчі (3 голи).
- Луїс Флорес (1989—1991) — нападник, за збірну 62 матчі (29 голів).
- Оскар Перес (1991—2010) — воротар, за збірну 54 матчі.
- Карлос Ермосільйо (1991—1998) — нападник, найкращий бомбардир клубу.
- Хуан Рейносо (1994—2002) — захисник, за збірну Перу 84 матчі (5 голів).
- Франсіско Паленсія (1994—2001) — півзахисник, за збірну 80 матчів (12 голів).
- Бенжамін Галіндо (1997—1999) — півзахисник, за збірну 65 матчів (28 голів).
- Мауро Каморанезі (1998—2000) — чемпіон світу 2006.
- Сесар Дельгадо (2003—2008) — півзахисник, за збірну 20 матчів (2 голи).
- Херардо Торрадо (2005—2012) — півзахисник, за збірну 135 матчів (6 голів).
- Крістіан Ріверос (2007—2010) — півзахисник, за збірну Парагваю 58 матчів (11 голів).
- Емануель Вілья (2009—2012) — нападник, найкращий бомбардир Апертури 2009.